# Soliloquy
Pour les articles homonymes, voir Soliloquie (homonymie).
Soliloquy pour clarinette et quatuor à cordes est un arrangement pour quatuor à cordes du second mouvement du Concerto pour clarinette (en) et orchestre de John Corigliano réalisé en 1995. Le concerto avait été composé en 1977 à la suite d'une commande du New York Philharmonic et dédicacé à Leonard Bernstein et au clarinettiste Stanley Drucker.
Cette réduction pour quatuor avec clarinette a été effectué à la demande de nombreux clarinettistes souhaitant jouer ce mouvement en musique de chambre. Ce mouvement initialement dénommé Elegy dans le Concerto est renommé Soliloquy car ce nom avait déjà été employé pour une œuvre orchestrale en 1965.
« Composer note:
Soliloquy was written in memory of my father, who died on September 1, 1975. He had been a concertmaster of the New York Philharmonic for 23 years, and I still find it hard to think of that orchestra without him sitting in the first chair. So the idea of an extended dialogue for clarinet and violin seemed not only natural but inevitable. The Soliloquy begins with a long, unaccompanied line for the violin. The other strings enter, and a mood of sustained lyricism introduces the clarinet. The prevailing feeling is that of desolation. I deliberately avoided an emotional climax in the Soliloquy, feeling that sustaining the same mood throughout the music would achieve a heightened intensity. Structurally, this movement alternates two melodic ideas. The first is introduced by the violin (in B), while the second (in B-flat) is represented by the clarinet. A three-note motto (C-sharp, B, B-flat) grows from the alternation of the two tonalities and provides a third major element. The movement ends as it began, with the same long violin line, this time joined by the clarinet. »
—  Note du compositeur : Soliloquy a été écrit à la mémoire de mon père, qui est décédé le 1er septembre 1975. Il avait été violon solo de l'Orchestre philharmonique de New York pendant 23 ans, et j'ai toujours du mal à penser à cet orchestre sans lui assis dans le premier fauteuil. L'idée d'un dialogue prolongé pour clarinette et violon semblait donc non seulement naturelle mais inévitable. Le Soliloque commence par une longue ligne non accompagnée pour le violon. Les autres cordes entrent en scène, et la clarinette introduit une atmosphère de lyrisme soutenu. Le sentiment qui domine est celui de la désolation. J'ai délibérément évité un point culminant émotionnel dans le Soliloque, estimant que le fait de maintenir la même humeur tout au long de la musique permettrait d'atteindre une plus grande intensité. Sur le plan structurel, ce mouvement fait alterner deux idées mélodiques. La première est introduite par le violon (en si), tandis que la seconde (en si bémol) est représentée par la clarinette. Une devise de trois notes (do dièse, si, si bémol) naît de l'alternance des deux tonalités et fournit un troisième élément majeur. Le mouvement se termine comme il a commencé, avec la même longue ligne de violon, rejointe cette fois par la clarinette.
        
« John Corigliano, Notes du compositeur »

## Discographie sélective
Il existe de nombreux enregistrements de cette pièce qui est fréquemment jouée en concert de musique de chambre. 
- Schumann, Reinecke, Debussy, Berg, Corigliano avec Mathias Kjøller (clarinette), Simon Crawford-Phillips (piano), Cloë Hanslip (violon), Callino Quartet, (Orchid Classics, ORC100077, 2018)[1]